# Anuretes anurus
Anuretes anurus är en kräftdjursart som först beskrevs av Bere 1936.  Anuretes anurus ingår i släktet Anuretes och familjen Caligidae. Inga underarter finns listade i Catalogue of Life.